# Тыжных, Сергей Владимирович
Сергей Владимирович Тыжных (род. 31 августа 1952, Челябинск, СССР) — советский и российский профессиональный хоккеист и тренер.

## Биография
Старший брат хоккеиста Александра Тыжных.
Воспитанник челябинского хоккея.
7 сезонов провёл за «Трактор», сыграл 210 матчей, забросив 17 шайб и отдав 19 голевых передач. Бронзовый призёр чемпионата СССР сезона 1976/1977.
С 1980 по 1984 — игрок ижевской «Ижстали».
В 1989 году впервые выступал за границей, за болгарскую «Славию». В 1993 году стал чемпионом и обладателем кубка Болгарии. Карьеру закончил в 1999 году в Ижевске.
С 2001 по 2004 год работал помощником тренера «Ижстали». В сезоне 2005/06 возглавлял дубль клуба.